# Итон, Эймос
Эймос Итон (англ. Amos Eaton, 17 мая 1776 — 10 мая 1842) — американский ботаник, зоолог, химик, геолог, минералог, педагог и адвокат.

## Биография
Родился 17 мая 1776 года.
В 1799 году он окончил Уильямс-колледж. Амос Итон поселился в Нью-Йорке и был адвокатом, но позже он отказался от своей адвокатской практики, чтобы больше времени уделять естественным наукам. Он установил курс популярных лекций по ботанике. Амос Итон составлял учебники по химии, зоологии и геологии. Его наиболее значимый вклад в научное образование состоит в том, что он разработал теорию и методы преподавания, которые сосредоточены на применении науки к общей цели жизни. Основал Политехнический институт Ренсселера.
Умер 10 мая 1842 года в городе Трой и был похоронен там же.

## Научные работы
- A Botanical Dictionary and Manual of Botany for the Northern States. 1817[3].
- Manual of Botany for North America. 1836.
- North American Botany. 1840.

## Почести
Род растений Eatonia Raf. был назван в его честь.